# Porsche 964
Der Porsche 964 ist ein Sportwagen des Automobilherstellers Porsche. Er kam 1989 auf den Markt und ist die dritte Generation des Porsche 911 und damit der Nachfolger des „G-Modells“.
Der 964 wurde sowohl mit Heckantrieb Carrera 2 als auch mit Allradantrieb Carrera 4 angeboten. Generell waren für den Porsche 964 Ausstattungen erhältlich, die beim Vorgängermodell nicht angeboten wurden, wie zum Beispiel Servolenkung und Antiblockiersystem.
Die Motorleistung des 964 reicht von 184 kW (250 PS) bei den Carrera-Modellen bis zu 265 kW (360 PS) beim Turbo-Modell.

## Modellentstehung

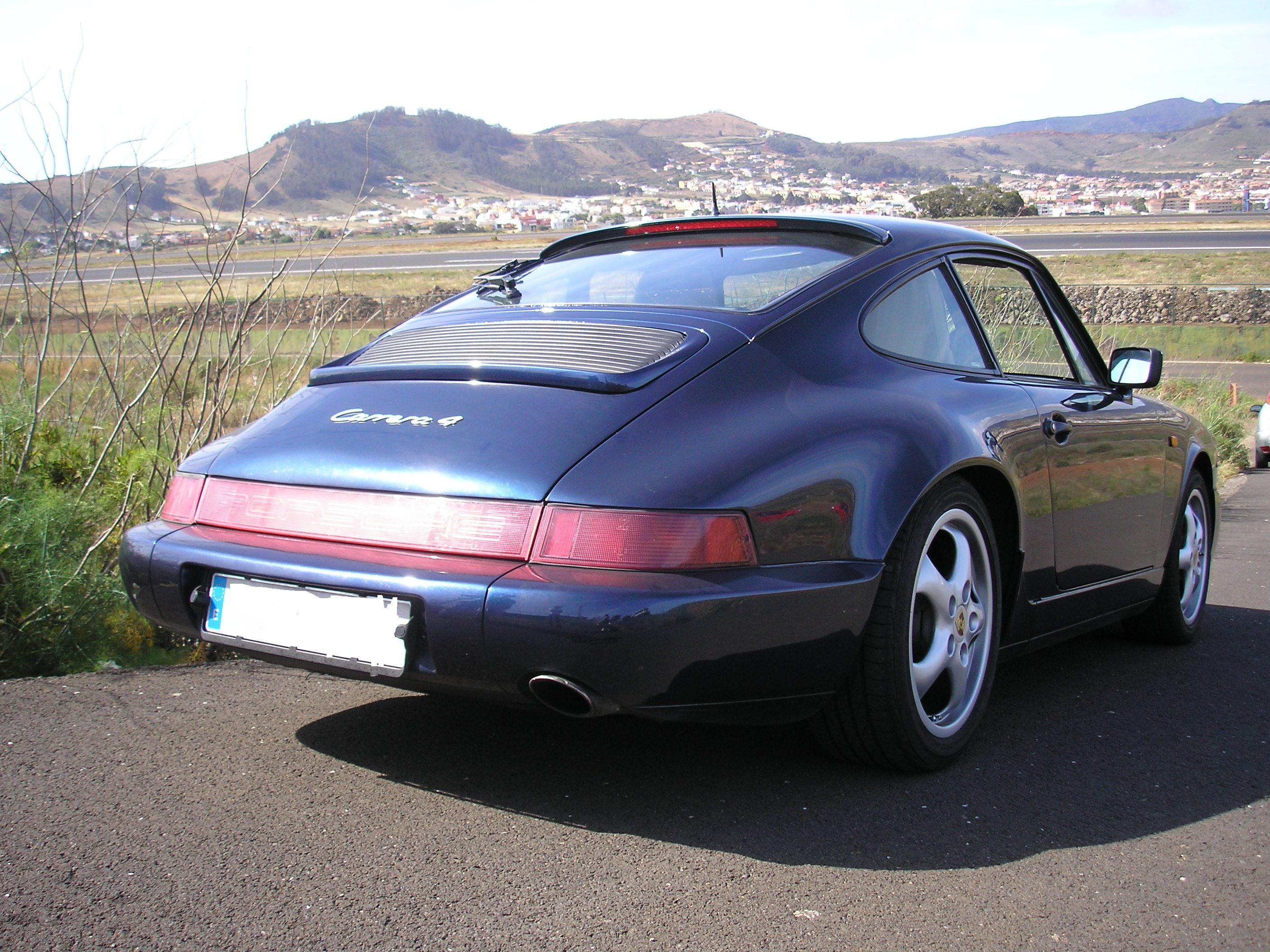
Heckansicht des 964 Carrera

Nach einer Produktionszeit des G-Modells von über 15 Jahren wurde ein Modellwechsel dringend notwendig. Porsche befand sich Ende der 1980er-Jahre in einer schweren Krise. Der Porsche 944, mit dem Porsche seinen größten Umsatz erzielte, ließ sich nicht mehr mit den erhofften Zahlen verkaufen.
Ebenfalls wandelte sich die Kundschaft, die einen Porsche 911 fahren wollte. Bei der Kaufentscheidung stand nun nicht mehr allein die reine Fahrleistung des Wagens im Vordergrund, sondern auch der Fahrkomfort.
Die Konstruktion des 911 beruhte in seinen Grundzügen noch auf dem Stand der 1960er-Jahre und war in vielen Teilen nicht mehr zeitgemäß. Zwar wurde der 911 stets weiter verbessert, dennoch war das Ende der kommerziell sinnvollen Möglichkeiten erreicht.
Um wieder ein modernes und auch marktfähiges Fahrzeug anbieten zu können, wurde der Porsche 964 entwickelt. Bei der Entwicklung dieses Modells konnte Porsche dank früherer Prototypen und Kleinserienmodelle wie dem Porsche 959 auf ein großes Know-how zurückgreifen.
Der 964 enthält daher viele technische Lösungen, die es beim Porsche 911 nicht gab: erstmals wurde bei Porsche ein Großserienfahrzeug mit Allradantrieb angeboten. Das neue Konzept war eine vereinfachte Version der 959-Antriebstechnik.
Weiterhin verwarf Porsche die seit 40 Jahren verwendete Drehstabfederung der Typen 356 und 911: Der 964 bekam ein völlig neues Leichtmetall-Fahrwerk mit MacPherson-Federbeinen vorn und Schraubenfedern an den Schräglenkern hinten. Servolenkung und Antiblockiersystem waren serienmäßig; der neue 3,6-Liter-Motor bekam eine Doppelzündung mit Klopfregelung und einen geregelten Drei-Wege-Katalysator.
Trotz der vielen Neuerungen wurde die Verkaufsbezeichnung Porsche 911 beibehalten; der Begriff 911 war zu diesem Zeitpunkt schon zu stark mit Porsche verbunden, als dass man darauf hätte verzichten wollen. Außerdem zielte der Porsche 964 mit seinen Eigenschaften auf die Erwartungen der 911er-Kunden an einen Sportwagen Ende der 1980er-Jahre.
Unterstützt wurde die Vermarktung des Fahrzeugs mit einer von der Werbeagentur Jung von Matt gestalteten und erdachten, einprägsamen Werbung:

„Sie können länger frühstücken. Sie sind früher zum Abendessen zurück. Gibt es ein besseres Familienauto?“

Der Porsche 964 war im Verkauf sehr erfolgreich und ist auch heute auf dem Gebrauchtwagenmarkt noch sehr beliebt.

## Karosserie

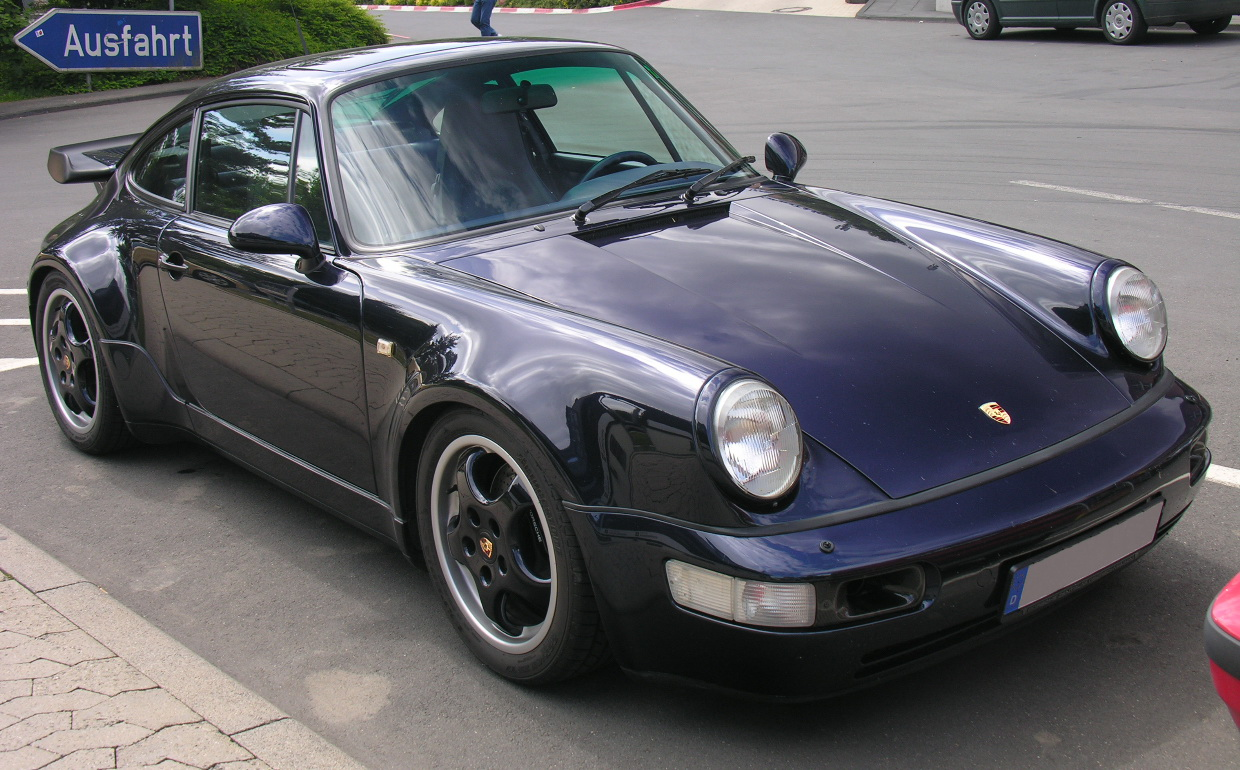
Porsche 964 Turbo

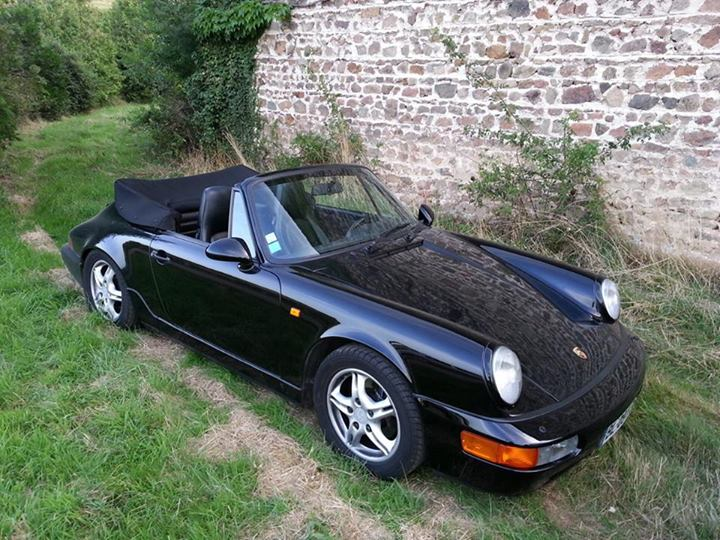
Porsche 964 Cabriolet

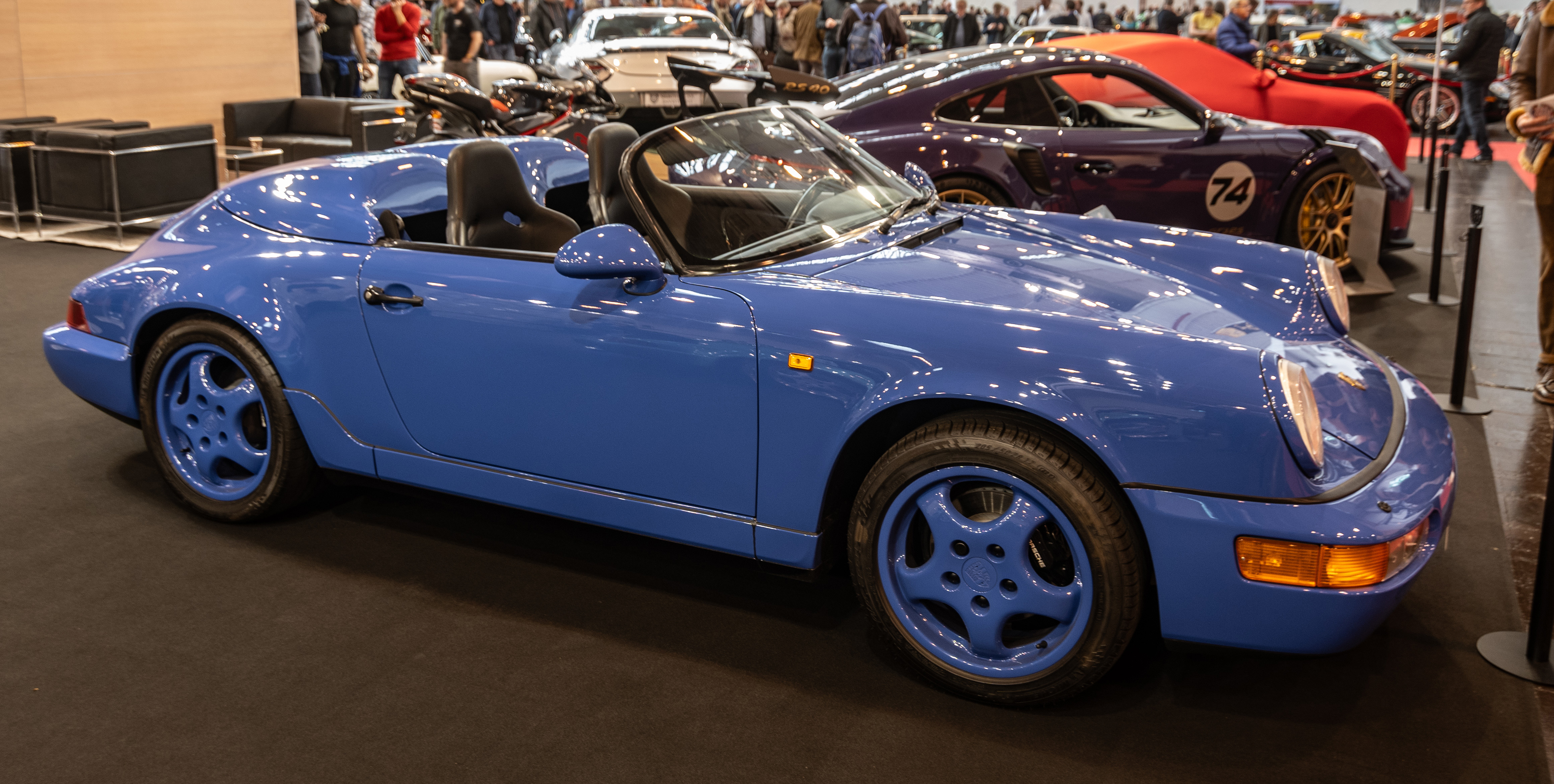
Porsche 964 Speedster

Der ab 1989 verkaufte Porsche 964 ist die erste größere Überarbeitung der 911-Karosserieform seit dem ab 1973 gebauten „G“-Modell.
Das G-Modell wurde in vielen Punkten überarbeitet, wobei die äußerlich größten Änderungen an den Stoßstangen festzustellen sind. Von Außen sind sonst keine großen Veränderungen erkennbar, unter der Haube wurden aber 87 % aller Teile überarbeitet. Die neuen Stoßstangen waren gegenüber denen des Vormodells stärker ausgefallen. Durch die strömungstechnisch günstigere Karosserieform und vor allem auch wegen der Vollverkleidung des Wagenbodens wurde ein bis dahin beim 911er unerreicht geringer Luftwiderstandsbeiwert (Cw) von 0,32 erzielt. So erreicht ein 964 mit 250 PS die gleiche Endgeschwindigkeit von etwa 260 km/h wie der um 37 kW (50 PS) stärkere Porsche 911 Turbo (Typ 930) aus der alten G-Modellreihe.
Der automatisch bei einer Geschwindigkeit von ca. 80 km/h ausfahrende Heckspoiler des 964 ersetzte bei allen Carrera-Modellen den optionalen bisher feststehenden Heckspoiler. Dieser bewirkt eine bessere Aerodynamik und eine bessere Motorkühlung.
Zunächst wurde der Wagen nur als Carrera 4 mit Allradantrieb parallel zum Modell 911 Carrera 3,2 der alten Form angeboten. Ab 1989 (Modelljahr 1990/L-Programm) war der Porsche 964 auch mit Heckantrieb als Carrera 2 lieferbar. Beide Modelle wurden in den Karosserieversionen Coupé, Cabriolet und Targa verkauft.
Das Spitzenmodell 911 Turbo auf Basis des 964 kam im Modelljahr 1991 (M-Programm) auf den Markt. Bei diesem Modell wurden viele Merkmale des alten Turbo-Modells (Porsche 930), wie beispielsweise die breiten Kotflügel vorne und hinten und der feststehende große Heckspoiler übernommen. Als Antrieb wurde der bewährte Motor Typ 930 des Vorgängermodells verwendet, dessen Leistung mit einer verbesserten Motorsteuerung und einem um 30 % größeren Ladeluftkühler auf 235 kW (320 PS) gesteigert wurde.
Im Jahr 1993 (Modelljahr 94/R-Programm) wurde der Speedster als eigenständiges Modell der 964er Reihe in einer Kleinserie von nur 930 Stück gebaut. Als Basis für den Speedster diente der 964 Carrera 2 Cabriolet mit verkürzter Frontscheibe und geänderter Dachkonstruktion. Besonders markant ist dabei die Heckansicht mit den beiden „Höckern“. Im Weiteren wurden auf Kundenwunsch in der Porsche Exclusive-Abteilung ca. 15 Speedster im Turbolook mit breiter Karosserie gebaut.

## Motor/Getriebe
Auch beim 964 setzte Porsche weiterhin auf den bewährten luftgekühlten Sechszylinder-Boxermotor mit Trockensumpfschmierung, der mit Doppelzündung und einer verbesserten elektronischen Motorsteuerung DME (Digitale Motor-Elektronik) von Bosch weiterentwickelt wurde.
Der um 400 cm³ auf 3,6 Liter Hubraum vergrößerte Motor liefert bei einer Drehzahl von 6100/min eine Leistung von 184 kW (250 PS).
Weitere Neuerung war die DME mit integrierter Klopfregelung (links und rechts jeweils ein Klopfsensor, die Zylinderreihen 1–3 und 4–6 sind über die Zylinderköpfe verbunden), die automatisch den Zündzeitpunkt an die Kraftstoffqualität anpasst. Zusammen mit der aerodynamisch verbesserten Karosserie konnte dadurch der Benzinverbrauch gegenüber dem alten 3,2-Liter-Motor gesenkt werden. Der Tank wurde daher von 85 Litern des Vorgängermodells auf nun 77 Liter verkleinert, was der Kofferraumgröße zugutekam.
Nach der von 1968 bis 1980 produzierten halbautomatischen „Sportomatic“ war ab Januar 1990 im 964 Carrera 2 mit der „Tiptronic“ wieder ein Automatikgetriebe im 911 erhältlich. Die Tiptronic bietet dem Fahrer neben der vollautomatischen Gangwahl die Möglichkeit, die vier Fahrstufen auch manuell zu wählen. Die Tiptronic-Entwicklung stützte sich auf die im Porsche 962 verwendete Porsche-Doppel-Kupplung (PDK) des Rennsports.
Ab Modelljahr 1991 gab es zusätzlich neben den Carrera- und Speedster-Modellen mit 184 kW (250 PS) das neue Topmodell 911 Turbo mit Turbolader und Ladeluftkühler. Dessen Motor hatte zunächst wie beim Porsche 930 einen Hubraum von 3,3 Liter und leistete 235 kW (320 PS). Ab Januar 1993 wurde auch für den „Turbo“ der neue Motortyp M64 mit einem größeren Hubraum von 3,6 Liter verwendet, der mit dem gleichen Turbolader und Ladeluftkühler wie der Vorgänger nunmehr eine Leistung 265 kW (360 PS) erreicht. Das 3,6 Liter Turbo-Modell hat serienmäßig einen 92 Liter fassenden Kraftstofftank. Beim 964-Turbo wurde wie auch beim Nachfolger 993-Turbo auf die sonst verwendete Doppelzündung verzichtet.
Alle Modelle sind mit geregeltem Drei-Wege-Katalysator ausgestattet.

## Innenraum
Der Innenraum des 964 wurde gegenüber dem Vorgängermodell nur in einigen Details überarbeitet. Augenfällig sind die neue Mittelkonsole mit dem kurzen Schalthebel und die von hinten beleuchteten Instrumente in Durchlichttechnik, bei der Symbole und Schriftzüge nur erscheinen, wenn sie für die Information des Fahrers nötig sind.
Die bis dahin nur gegen Aufpreis angebotenen Airbags auf Fahrer- und Beifahrerseite waren ab Februar 1991 serienmäßig. Eine Ausnahme bildete der Carrera RS, bei dem keine Airbags vorgesehen waren.

## Sondermodelle

### Jubiläumsmodell „30 Jahre 911“

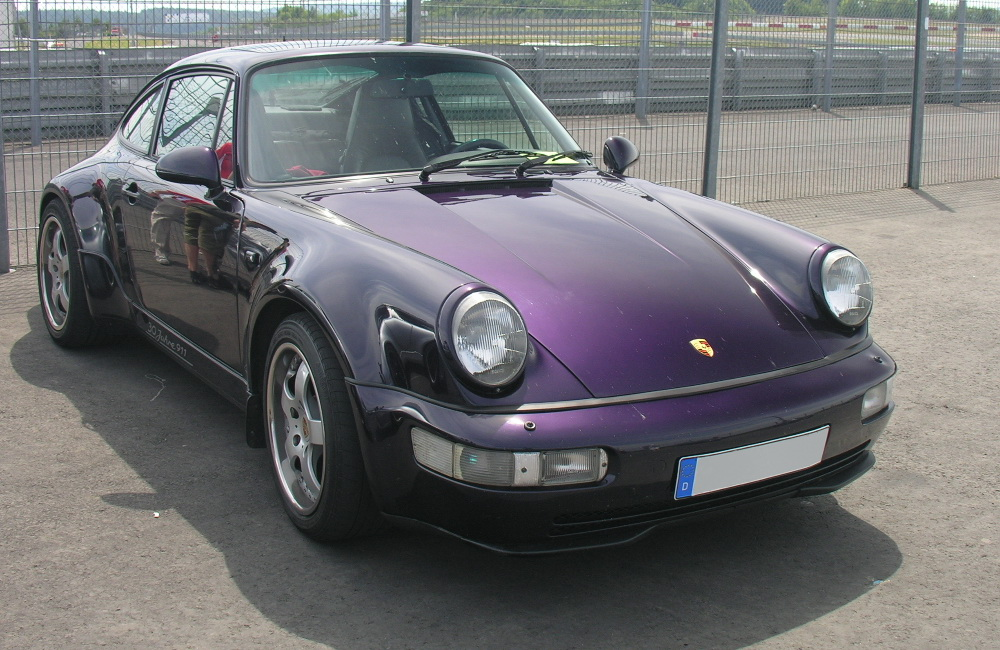
Porsche 964 Coupé (Jubiläumsmodell)

Vom Porsche 964 wurde ein Jubiläumsmodell hergestellt, das sich durch eine besonders reichhaltige und zum Teil einmalige Ausstattung gegenüber den Serienmodellen abhebt. Ab 1993 wurde eine auf 911 Stück begrenzte Baureihe des 964 zum 30-jährigen Bestehen des Porsche 911 aufgelegt. Diese Fahrzeuge wurden im Modelljahr 1993 „P-Programm“ und 1994 „R-Programm“ gebaut. Das Sondermodell „30 Jahre 911“ war die allradgetriebene „Carrera 4“-Variante des 964 mit der breiten Coupé-Karosserie des Turbo-Modells. Der voluminöse Heckspoiler entfiel jedoch zugunsten einer harmonischeren und eleganteren Form. Es blieb der automatisch ausfahrbare Heckspoiler analog zu den Standardmodellen. Grundsätzlich gab es das Modell nur in drei Lackierungen. Viola-Metallic war die Exclusivfarbe für den deutschen Markt. In dieser Farbe wurden die meisten Sondermodelle ausgeführt. Darüber hinaus gab es als Serienfarben noch Amethyst-Metallic und Polar-Silber-Metallic. Äußerlich ist das Sondermodell erkennbar an zwei Plaketten auf der Hutablage. Eine davon trägt die eingravierte Limitierungsnummer des jeweiligen Fahrzeugs und auf dem Motordeckel befindet sich der Schriftzug „911 30 Jahre“. Innen gab es eine Lederausstattung und die Zifferblätter der Instrumente in der Sonderfarbe Rubicongrau. Der 3,6-Liter-Boxermotor entspricht dem des Standard-Carrera mit 184 kW (250 PS) bei 6100/min.

### 911 Carrera RS America

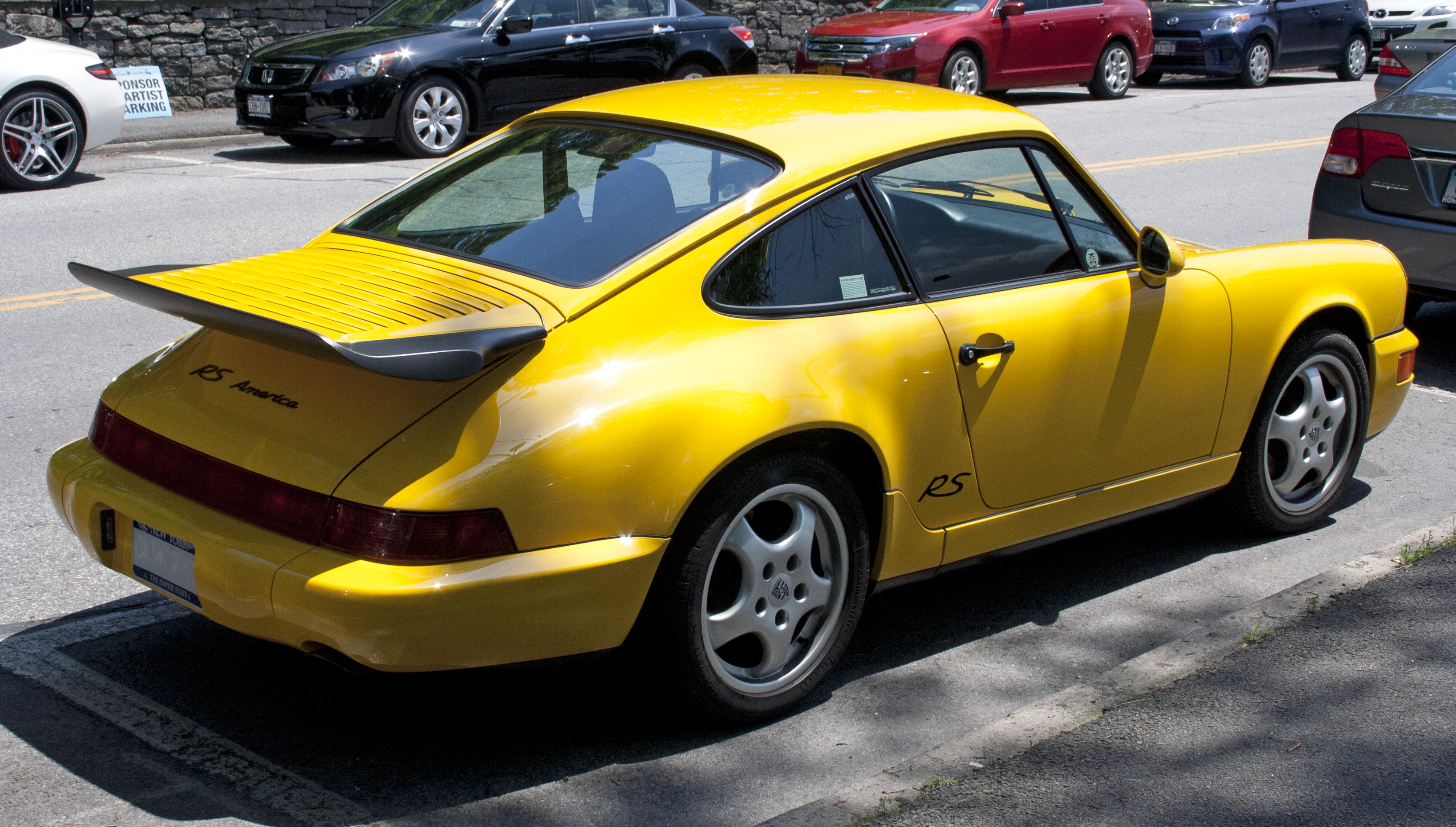
Porsche 964 RS America

Da der Carrera RS aufgrund gesetzlicher Anforderungen nicht für den US-Markt typisiert werden konnte, legte Porsche ab 1993 den RS America auf. Dieser basierte auf der Serienversion des Carrera 2, aber mit starrem Heckspoiler und sportlich abgestimmtem Fahrwerk. Im Interieur sind zwei mit Stoff bezogene Sportsitze und die Türtafeln des Carrera RS mit elektrischen Fensterhebern, Zentralverriegelung, Alarmanlage und eine Gepäckablage hinten zu finden. Gebaut wurden insgesamt 701 Stück.

### 911 Carrera RS 3.8
Im Jahr 1993 ergänzt der in der Porsche-Rennsportabteilung in Weissach-Flacht entwickelte und in einer Kleinserie von lediglich 90 Exemplaren als 911 Carrera RS 3.8 und 911 Carrera RSR 3.8 erhältliche – 221 kW (300 PS) starke – neue Sportelfer das Modellprogramm. Mit seinem luftgekühlten, 3746 cm³ großen Sechszylinder-Boxermotor und der Karosserie im Turbolook sowie den 235/40 ZR 18 (vorne) und 285/35 ZR 18 (hinten) großen Reifen auf – an der Vorderachse 9J × 18 großen und an der Hinterachse 11J × 18 großen – dreiteiligen Speedline-Rädern markiert er für einige Elfer-Fans den Höhepunkt der Carrera-RS-Modelle und der Baureihe 964. Es ist im Gegensatz zu den normalen RS-Modellen mit Aluminiumtüren ausgestattet.

## Rennversionen

### 911/964 Cup

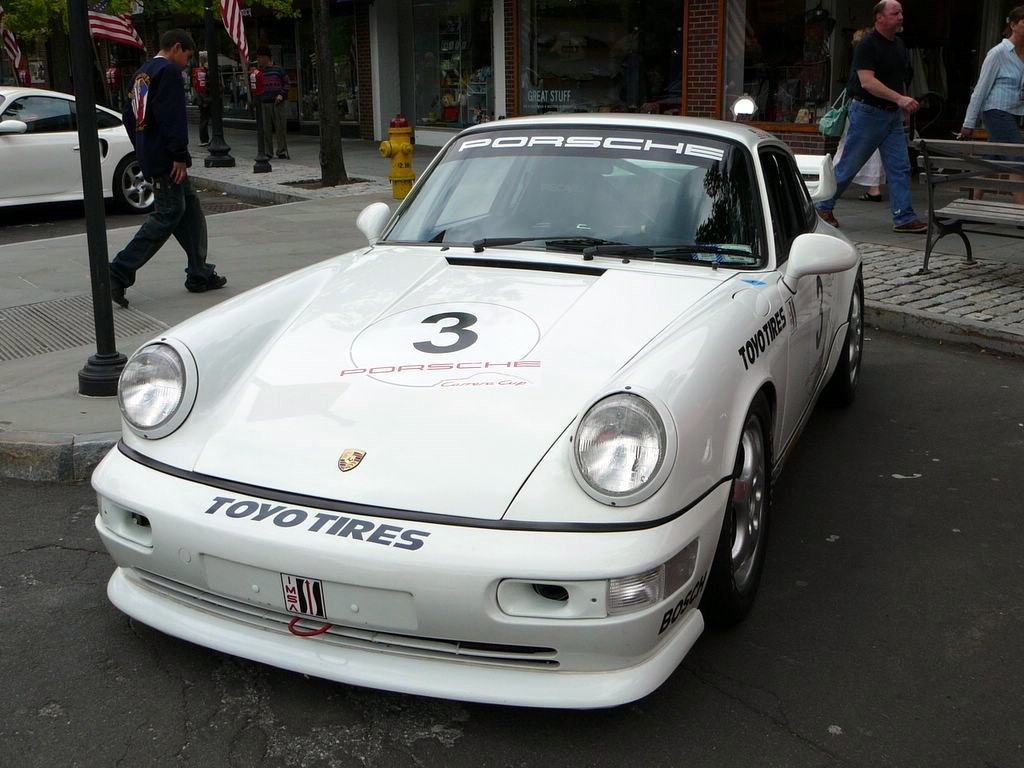
Porsche 964 Cup

Auf Basis des Porsche 964 entstand 1990 die Rennversion für den neuen Porsche Carrera Cup. Der 964 Cup bekam einen Überrollkäfig und eine veränderte Fahrwerksabstimmung. Die Leistung wurde um 11 kW auf 195 kW (265 PS) gesteigert. Die Bodenfreiheit war 55 mm geringer als bei der Serienversion. Zur Gewichtsreduzierung wurden keine Mitfahrersitze und kein Dämmmaterial eingebaut. Die Gänge drei, vier und fünf des Fünfgang-Getriebes waren kürzer übersetzt und die Lenkung ohne Servounterstützung war direkter ausgelegt. Das Fahrzeug hatte einen Katalysator und ein Antiblockiersystem.
1992 erhielt der 964 Cup eine größere Überarbeitung. Das Fahrzeug bekam die Karosserie des 964 RS und der Motor leistete nun 202 kW (275 PS). Eine weitere größere Änderung war das im Notfall bei einer Vollbremsung abschaltbare ABS. Weiterhin erhielt das Fahrzeug nun 18 Zoll große Räder aus Magnesium statt aus Aluminium. Hinten wurde der Wagen um weitere 20 mm tiefergelegt.

#### Technische Daten
| Modell      | Porsche 964 Cup                    | Porsche 964 Cup                    |
| ----------- | ---------------------------------- | ---------------------------------- |
| Baujahr     | 1990–1991                          | 1992–1993                          |
| Motor       | 3,6-Liter-Sechszylinder-Boxermotor | 3,6-Liter-Sechszylinder-Boxermotor |
| Leistung    | 195 kW (265 PS) bei 6100/min       | 202 kW (275 PS) bei 6100/min       |
| Drehmoment  | 310 Nm bei 4800/min                | 314 Nm bei 4800/min                |
| Leergewicht | 1120 kg                            | 1120 kg                            |

### 911 Carrera RSR 3.8
Der 964 Carrera RSR 3.8 basierte auf dem Porsche 964 Carrera RS und wurde ab 1994 im ADAC GT Cup eingesetzt.
Das Gewicht des Fahrzeugs konnte durch Verwendung von Kunststoff am Heckflügel und Reduzierung der Innenausstattung auf 1120 kg gesenkt werden. Sein Sechszylinder-Boxermotor leistete bis zu 257 kW (350 PS). Je nach Übersetzung des Fünfgang-Getriebes erreichte das Fahrzeug eine Höchstgeschwindigkeit von 265 bis 280 km/h. Das Fahrwerk war mit einstellbaren Stabilisatoren und der Bremsanlage des 911 Turbo S ausgerüstet. Es gab je nach Renneinsatzzweck zwei verschiedene Tankgrößen mit 63 und 120 Litern Fassungsvermögen. Im ADAC GT Cup musste die Motorleistung reglementsbedingt allerdings auf 239 kW (325 PS) gedrosselt sowie das Fahrzeuggewicht auf 1300 kg erhöht werden.

#### Technische Daten
| Modell      | 964 Carrera RSR 3.8                |
| ----------- | ---------------------------------- |
| Baujahr     | 1994                               |
| Motor       | 3,8-Liter-Sechszylinder-Boxermotor |
| Leistung    | 239 kW (325 PS) bei 6900/min       |
| Drehmoment  | 360 Nm bei 5500/min                |
| Leergewicht | 1120 kg                            |

## Technische Daten der Serienversionen
Die Modellpalette des 964 war recht umfangreich. Dieser wurde von 1989 bis 1994 in folgenden Ausführungen produziert. Dabei war er wahlweise in der Karosserieform Coupé, Targa und Cabrio erhältlich. Ausnahmen bilden der Turbo und der Speedster. Der Turbo war nur als Coupé und der Speedster nur als Cabrio erhältlich.
Der Turbo 3.6 wurde in einer limitierten Auflage von nur 1436 Fahrzeugen produziert.
| Porsche 964:                    | 911 Carrera 2                                                                                        | 911 Carrera 4                                                                                        | 911 Speedster                                                                                        | 911 Turbo                                                                                            | 911 Turbo 3.6                                                                                        |
| ------------------------------- | --- | --- | --- | --- | --- |
| Motor:                          | 6-Zylinder-Boxermotor (Viertakt)                                                                     | 6-Zylinder-Boxermotor (Viertakt)                                                                     | 6-Zylinder-Boxermotor (Viertakt)                                                                     | 6-Zylinder-Boxermotor mit Turboaufladung                                                             | 6-Zylinder-Boxermotor mit Turboaufladung                                                             |
| Hubraum:                        | 3600 cm³                                                                                             | 3600 cm³                                                                                             | 3600 cm³                                                                                             | 3299 cm³                                                                                             | 3600 cm³                                                                                             |
| Bohrung × Hub:                  | 100,0 × 76,4 mm                                                                                      | 100,0 × 76,4 mm                                                                                      | 100,0 × 76,4 mm                                                                                      | 97,0 × 74,4 mm                                                                                       | 100,0 × 76,4 mm                                                                                      |
| Leistung bei 1/min:             | 184 kW (250 PS) bei 6100                                                                             | 184 kW (250 PS) bei 6100                                                                             | 184 kW (250 PS) bei 6100                                                                             | 235 kW (320 PS) bei 5750                                                                             | 265 kW (360 PS) bei 5500                                                                             |
| Max. Drehmoment bei 1/min:      | 310 Nm bei 4800                                                                                      | 310 Nm bei 4800                                                                                      | 310 Nm bei 4800                                                                                      | 450 Nm bei 4400                                                                                      | 520 Nm bei 4200                                                                                      |
| Verdichtung:                    | 11,3:1                                                                                               | 11,3:1                                                                                               | 11,3:1                                                                                               | 7,0:1                                                                                                | 7,5:1                                                                                                |
| Ventilsteuerung:                | eine obenliegende Nockenwelle je Zylinderbank, Antrieb durch zwei hydraulisch gespannte Rollenketten | eine obenliegende Nockenwelle je Zylinderbank, Antrieb durch zwei hydraulisch gespannte Rollenketten | eine obenliegende Nockenwelle je Zylinderbank, Antrieb durch zwei hydraulisch gespannte Rollenketten | eine obenliegende Nockenwelle je Zylinderbank, Antrieb durch zwei hydraulisch gespannte Rollenketten | eine obenliegende Nockenwelle je Zylinderbank, Antrieb durch zwei hydraulisch gespannte Rollenketten |
| Kühlung:                        | Luftkühlung (Gebläse)                                                                                | Luftkühlung (Gebläse)                                                                                | Luftkühlung (Gebläse)                                                                                | Luftkühlung (Gebläse)                                                                                | Luftkühlung (Gebläse)                                                                                |
| Getriebe:                       | 5-Gang-Getriebe oder 4-Stufen-Automatic (Tiptronic), Hinterradantrieb                                | 5-Gang-Getriebe, Allradantrieb                                                                       | 5-Gang-Getriebe, Hinterradantrieb                                                                    | 5-Gang-Getriebe, Hinterradantrieb                                                                    | 5-Gang-Getriebe, Hinterradantrieb                                                                    |
| Bremsen:                        | innenbelüftete Scheibenbremsen, ABS                                                                  | innenbelüftete Scheibenbremsen, ABS                                                                  | innenbelüftete Scheibenbremsen, ABS                                                                  | innenbelüftete Scheibenbremsen, ABS                                                                  | innenbelüftete Scheibenbremsen, ABS                                                                  |
| Radaufhängung vorn:             | einzeln an MacPherson-Federbeinen, Querlenkern, Stabilisator, Schraubenfedern                        | einzeln an MacPherson-Federbeinen, Querlenkern, Stabilisator, Schraubenfedern                        | einzeln an MacPherson-Federbeinen, Querlenkern, Stabilisator, Schraubenfedern                        | einzeln an MacPherson-Federbeinen, Querlenkern, Stabilisator, Schraubenfedern                        | einzeln an MacPherson-Federbeinen, Querlenkern, Stabilisator, Schraubenfedern                        |
| Radaufhängung hinten:           | einzeln an Schräglenkern, Stabilisator, Schraubenfedern                                              | einzeln an Schräglenkern, Stabilisator, Schraubenfedern                                              | einzeln an Schräglenkern, Stabilisator, Schraubenfedern                                              | einzeln an Schräglenkern, Stabilisator, Schraubenfedern                                              | einzeln an Schräglenkern, Stabilisator, Schraubenfedern                                              |
| Karosserie:                     | Selbsttragende Stahlblechkarosserie mit ab 80 km/h automatisch ausfahrendem Heckspoiler              | Selbsttragende Stahlblechkarosserie mit ab 80 km/h automatisch ausfahrendem Heckspoiler              | Selbsttragende Stahlblechkarosserie mit ab 80 km/h automatisch ausfahrendem Heckspoiler              | Selbsttragende Stahl-Karosserie mit feststehendem Heckflügel                                         | Selbsttragende Stahl-Karosserie mit feststehendem Heckflügel                                         |
| Spurweite vorn/hinten:          | 1380/1374 mm                                                                                         | 1380/1374 mm                                                                                         | 1380/1371 mm                                                                                         | 1442/1499 mm                                                                                         | 1440/1506 mm                                                                                         |
| Radstand:                       | 2272 mm                                                                                              | 2272 mm                                                                                              | 2272 mm                                                                                              | 2272 mm                                                                                              | 2272 mm                                                                                              |
| Reifen/Felgen:                  | VA: 205/55 ZR 16 auf 6 J × 16 HA: 225/50 ZR 16 auf 8 J × 16                                          | VA: 205/55 ZR 16 auf 6 J × 16 HA: 225/50 ZR 16 auf 8 J × 16                                          | VA: 205/55 ZR 16 auf 6 J × 16 HA: 225/50 ZR 16 auf 8 J × 16                                          | VA: 205/50 ZR 17 auf 7,5 J × 17 HA: 255/40 ZR 17 auf 9 J × 17                                        | VA: 225/40 ZR 18 auf 8 J × 18 HA: 265/35 ZR 18 auf 10 J × 18                                         |
| Maße L × B × H:                 | 4250 × 1652 × 1310 mm                                                                                | 4250 × 1652 × 1310 mm                                                                                | 4250 × 1652 × 1310 mm                                                                                | 4250 × 1775 × 1310 mm                                                                                | 4250 × 1775 × 1310 mm                                                                                |
| Leergewicht:                    | 1350 kg                                                                                              | 1450 kg                                                                                              | 1350 kg                                                                                              | 1470 kg                                                                                              | 1470 kg                                                                                              |
| Höchstgeschwindigkeit:          | 260 km/h (256 km/h mit Tiptronic)                                                                    | 260 km/h (256 km/h mit Tiptronic)                                                                    | 260 km/h (256 km/h mit Tiptronic)                                                                    | 270 km/h                                                                                             | 280 km/h                                                                                             |
| Beschleunigung 0 – 100 km/h:    | 5,7 s (6,6 s mit Tiptronic)                                                                          | 5,7 s (6,6 s mit Tiptronic)                                                                          | 5,7 s (6,6 s mit Tiptronic)                                                                          | 5,0 s                                                                                                | 4,8 s                                                                                                |
| Kraftstoffverbrauch auf 100 km: | 14,0 l                                                                                               | 14,0 l                                                                                               | 14,0 l                                                                                               | 22,8 l                                                                                               | 18,0 l                                                                                               |
| Preis 1992 (mit Schaltgetriebe) | 122.340 DM                                                                                           | 135.550 DM                                                                                           | 131.500 DM                                                                                           | 190.250 DM (1991)                                                                                    | 204.000 DM                                                                                           |

## Technische Daten der Sport-/Straßenversionen
Für Kunden, denen die Serienversionen zu brav waren, bot Porsche sportlichere, für den öffentlichen Straßenverkehr zugelassene, Fahrzeuge an.
Diese Modelle sind nach der Devise „mehr Motorleistung bei geringem Fahrzeuggewicht“ konstruiert und wurden ausschließlich als Coupé produziert.
| Porsche 964:                    | 911 Carrera RS u. RS N/GT                                                     | 911 RS America                                                                | 911 Carrera RS 3.8                                                            | 911 Turbo S                                                                   |
| ------------------------------- | ----------------------------------------------------------------------------- | ----------------------------------------------------------------------------- | ----------------------------------------------------------------------------- | ----------------------------------------------------------------------------- |
| Motor:                          | 6-Zylinder-Boxer-Saugmotor (Viertakt)                                         | 6-Zylinder-Boxer-Saugmotor (Viertakt)                                         | 6-Zylinder-Boxer-Saugmotor (Viertakt)                                         | 6-Zylinder-Boxermotor mit Turboaufladung                                      |
| Hubraum:                        | 3600 cm³                                                                      | 3600 cm³                                                                      | 3746 cm³                                                                      | 3299 cm³                                                                      |
| Bohrung × Hub:                  | 100,0 × 76,4 mm                                                               | 100,0 × 76,4 mm                                                               | 102,0 × 76,4 mm                                                               | 97,0 × 74,4 mm                                                                |
| Leistung bei 1/min:             | 191 kW (260 PS) bei 6200                                                      | 184 kW (250 PS) bei 6100                                                      | 221 kW (300 PS) bei 6500                                                      | 280 kW (381 PS) bei 6000                                                      |
| Max. Drehmoment bei 1/min:      | 325 Nm bei 4800                                                               | 310 Nm bei 4800                                                               | 360 Nm bei 5250                                                               | 490 Nm bei 4800                                                               |
| Verdichtung:                    | 11,3:1                                                                        | 11,3:1                                                                        | 11,0:1                                                                        | 7,0:1                                                                         |
| Ventilsteuerung:                | zwei obenliegende Nockenwellen                                                | zwei obenliegende Nockenwellen                                                | zwei obenliegende Nockenwellen                                                | zwei obenliegende Nockenwellen                                                |
| Kühlung:                        | Luftkühlung (Gebläse)                                                         | Luftkühlung (Gebläse)                                                         | Luftkühlung (Gebläse)                                                         | Luftkühlung (Gebläse)                                                         |
| Getriebe:                       | 5-Gang-Getriebe, Hinterradantrieb                                             | 5-Gang-Getriebe, Hinterradantrieb                                             | 5-Gang-Getriebe, Hinterradantrieb                                             | 5-Gang-Getriebe, Hinterradantrieb                                             |
| Bremsen:                        | Scheibenbremsen (innenbelüftet), Bosch ABS                                    | Scheibenbremsen (innenbelüftet), Bosch ABS                                    | Scheibenbremsen (innenbelüftet), Bosch ABS                                    | Scheibenbremsen (innenbelüftet), Bosch ABS                                    |
| Radaufhängung vorn:             | einzeln an MacPherson-Federbeinen, Querlenkern, Stabilisator, Schraubenfedern | einzeln an MacPherson-Federbeinen, Querlenkern, Stabilisator, Schraubenfedern | einzeln an MacPherson-Federbeinen, Querlenkern, Stabilisator, Schraubenfedern | einzeln an MacPherson-Federbeinen, Querlenkern, Stabilisator, Schraubenfedern |
| Radaufhängung hinten:           | einzeln an Schräglenkern, Stabilisator, Schraubenfedern                       | einzeln an Schräglenkern, Stabilisator, Schraubenfedern                       | einzeln an Schräglenkern, Stabilisator, Schraubenfedern                       | einzeln an Schräglenkern, Stabilisator, Schraubenfedern                       |
| Karosserie:                     | Selbsttragende Stahl-Karosserie mit ausfahrbaren Heckspoiler                  | Selbsttragende Stahl-Karosserie mit feststehendem Heckflügel                  | Selbsttragende Stahl-Karosserie mit feststehendem Heckflügel                  | Selbsttragende Stahl-Karosserie mit feststehendem Heckflügel                  |
| Spurweite vorn/hinten:          | 1379/1380 mm                                                                  | 1380/1374 mm                                                                  | 1413/1452 mm                                                                  | 1440/1481 mm                                                                  |
| Radstand:                       | 2272 mm                                                                       | 2272 mm                                                                       | 2272 mm                                                                       | 2272 mm                                                                       |
| Reifen/Felgen:                  | VA: 205/50 ZR 17 auf 7,5 J × 17 HA: 255/40 ZR 17 auf 9 J × 17                 | VA: 205/50 ZR 17 auf 7,5 J × 17 HA: 255/40 ZR 17 auf 9 J × 17                 | VA: 225/40 ZR 18 auf 8 J × 18 HA: 265/35 ZR 18 auf 10 J × 18                  | VA: 225/40 ZR 18 auf 8 J × 18 HA: 265/35 ZR 18 auf 10 J × 18                  |
| Maße L × B × H:                 | 4275 × 1652 × 1270 mm                                                         | 4275 × 1652 × 1270 mm                                                         | 4275 × 1775 × 1270 mm                                                         | 4275 × 1775 × 1270 mm                                                         |
| Leergewicht:                    | 1220 kg (1150 kg ohne Schalldämmung)                                          | 1350 kg                                                                       | 1249 kg                                                                       | 1290 kg                                                                       |
| Höchstgeschwindigkeit:          | 260 km/h                                                                      | 260 km/h                                                                      | 271 km/h                                                                      | 290 km/h                                                                      |
| Beschleunigung 0 – 100 km/h:    | 5,3 s                                                                         | 5,4 s                                                                         | 5,2 s                                                                         | 4,7 s                                                                         |
| Kraftstoffverbrauch auf 100 km: | 15,0 l                                                                        | 14,0 l                                                                        | 15,3 l                                                                        | 15,0 l                                                                        |
| Stückzahl:                      | 1280/290 (20 RS mit Allrad)                                                   | 701                                                                           | 90 (inkl. RSR 3.8)                                                            | 86                                                                            |
| Listenpreis:                    | 1991: 145.450 DM 1992: 160.000 DM                                             | 1993: 53.900 USD                                                              | 1993: 225.000 DM                                                              | 1991: 295.000 DM                                                              |

## Testwerte
| Porsche 964:                                  | 911 Carrera 2 | 911 Carrera 2 Cabriolet | 911 Carrera 4     | 911 Speedster | 911 Carrera RS | 911 Carrera RS N/GT | 911 Carrera RS 3.8 | 911 Turbo | 911 Turbo S | 911 Turbo 3.6 |
| --------------------------------------------- | ------------- | ----------------------- | ----------------- | ------------- | -------------- | ------------------- | ------------------ | --------- | ----------- | ------------- |
| Beschleunigung                                |               |                         |                   |               |                |                     |                    |           |             |               |
| Beschleunigung 0–40 km/h:                     | –             | –                       | –                 | –             | 1,7 s          | –                   | –                  | –         | –           | –             |
| Beschleunigung 0–50 km/h:                     | –             | –                       | 2,4 s             | –             | –              | –                   | –                  | –         | 1,3 s       | –             |
| Beschleunigung 0–80 km/h:                     | 4,0 s         | 4,2 s                   | 4,0 s             | –             | 4,0 s          | 4,2 s               | 3,9 s              | 3,7 s     | 3,8 s       | 3,5 s         |
| Beschleunigung 0–100 km/h:                    | 5,5 s         | 5,7 s                   | 5,2 s             | 5,6 s         | 5,2 s          | 5,4 s               | 5,2 s              | 5,2 s     | 4,8 s       | 4,6 s         |
| Beschleunigung 0–120 km/h:                    | 7,5 s         | 7,9 s                   | 7,2 s             | –             | 7,4 s          | 7,4 s               | 6,7 s              | 6,5 s     | 6,3 s       | –             |
| Beschleunigung 0–130 km/h:                    | –             | –                       | 10,4 s            | –             | –              | –                   | –                  | –         | –           | –             |
| Beschleunigung 0–140 km/h:                    | 9,8 s         | 10,3 s                  | 9,5 s             | –             | 8,9 s          | 9,4 s               | 8,7 s              | 9,0 s     | 8,1 s       | 7,5 s         |
| Beschleunigung 0–160 km/h:                    | 12,6 s        | 13,3 s                  | 12,5 s            | –             | 11,9 s         | 11,9 s              | 10,9 s             | 11,4 s    | 9,8 s       | 9,5 s         |
| Beschleunigung 0–180 km/h:                    | 16,3 s        | 17,4 s                  | 16,2 s            | –             | 14,7 s         | 15,4 s              | 14,0 s             | 15,2 s    | 12,6 s      | –             |
| Beschleunigung 0–200 km/h:                    | 20,8 s        | 22,4 s                  | 21,0 s            | –             | 19,0 s         | 19,2 s              | 17,5 s             | 19,3 s    | 15,8 s      | 15,0 s        |
| 400 m mit stehendem Start                     | –             | –                       | 13,4 s            | –             | 13,5 s         | –                   | –                  | –         | –           | –             |
| 1 km mit stehendem Start                      | 24,8 s        | –                       | 24,7 s            | –             | 24,1 s         | –                   | 23,7 s             | 23,1 s    | –           | 22,5 s        |
| Zwischenbeschleunigung                        |               |                         |                   |               |                |                     |                    |           |             |               |
| Zwischenbeschleunigung 60–100 km/h im 4. Gang | –             | –                       | 7,0 s             | –             | –              | –                   | –                  | –         | –           | –             |
| Zwischenbeschleunigung 80–120 km/h im 4. Gang | –             | –                       | –                 | –             | 6,6 s          | –                   | –                  | –         | –           | –             |
| Zwischenbeschleunigung 80–120 km/h im 5. Gang | –             | –                       | 9,8 s             | –             | 9,2 s          | –                   | –                  | –         | –           | –             |
| Zwischenbeschleunigung 80–160 km/h im 4. Gang | –             | –                       | –                 | –             | 12,7 s         | –                   | –                  | –         | –           | –             |
| Zwischenbeschleunigung 80–160 km/h im 5. Gang | –             | –                       | –                 | –             | 19,1 s         | –                   | –                  | –         | –           | –             |
| Bremsweg                                      |               |                         |                   |               |                |                     |                    |           |             |               |
| Bremsweg aus 100 km/h                         | –             | –                       | 35,9 m            | –             | 33,3 m         | –                   | –                  | –         | 38,6 m      | –             |
| Bremsweg aus 200 km/h                         | –             | –                       | –                 | –             | 140,1 m        | –                   | –                  | –         | –           | –             |
| Rundenzeiten                                  |               |                         |                   |               |                |                     |                    |           |             |               |
| Nürburgring Nordschleife                      | 8:48.50       | –                       | 8:45.00           | –             | 8:23.00        | –                   | –                  | –         | –           | –             |
| Hockenheimring (GP-Kurs)                      | –             | –                       | –                 | –             | 2:02.90        | –                   | –                  | –         | –           | –             |
| Hockenheimring (Kleiner Kurs)                 | 1:20.52       | –                       | 1:19.20           | –             | –              | 1:17.20             | –                  | –         | 1:16.2      | –             |
| Contidrom (3,8 km)                            | –             | –                       | –                 | –             | –              | –                   | –                  | –         | 1:32.38     | –             |
| Contidrom (1,9 km)                            | 1:20.52       | –                       | –                 | –             | –              | –                   | –                  | –         | –           | –             |
| Sonstiges                                     |               |                         |                   |               |                |                     |                    |           |             |               |
| Gewicht in Kilogramm                          | 1398–1405     | 1416                    | 1438–1475         | 1350          | 1225–1230      | 1232                | 1249               | 1468–1471 | 1195–1293   | –             |
| Höchstgeschwindigkeit:                        | 264 km/h      | 257 km/h                | 262 km/h          | 261 km/h      | 263 km/h       | 262 km/h            | 271 km/h           | 275 km/h  | 294 km/h    | 289 km/h      |
| Slalom 18 m                                   | –             | –                       | –                 | –             | 72,1 km/h      | –                   | –                  | –         | –           | –             |
| Wendekreis links/rechts                       | –             | –                       | 11,85 m / 11,15 m | –             | –              | –                   | –                  | –         | –           | –             |
| Innengeräusch bei 50 km/h                     | –             | –                       | 65 dB(A)          | –             | –              | –                   | –                  | –         | –           | –             |
| Innengeräusch bei 80 km/h                     | –             | –                       | 70 dB(A)          | –             | –              | –                   | –                  | –         | –           | –             |
| Innengeräusch bei 100 km/h                    | –             | –                       | 72 dB(A)          | –             | –              | –                   | –                  | –         | –           | –             |
| Verbrauch in l/100 km                         | 13,5–15,6     | 16,1                    | 12,0–17,8         | 11,4          | 12,1–14,9      | 15,2                | 15,3               | 18,6–22,8 | 19,6        | –             |

## Bestand in Deutschland
Aufgeführt ist der Bestand an Porsche 964 nach Hersteller- (HSN) und Typschlüsselnummern (TSN) in Deutschland laut Kraftfahrt-Bundesamt. Typen mit weniger als 100 Fahrzeugen werden nicht ausgewiesen. Bis 2007 enthielt der Bestand sowohl die Anzahl der angemeldeten Fahrzeuge als auch die Anzahl der vorübergehenden Stilllegungen. Seit 2008 enthält der Bestand lediglich den „fließenden Verkehr“ einschließlich der Saisonkennzeichen.
| HSN/TSN  | Modell                  | kW     | 1.1.2005 | 1.1.2006 | 1.1.2008 | 1.1.2009 | 1.1.2010 | 1.1.2011 | 1.1.2012 | 1.1.2013 | 1.1.2014 | 1.1.2015 |
| -------- | ----------------------- | ------ | -------- | -------- | -------- | -------- | -------- | -------- | -------- | -------- | -------- | -------- |
| 0583/418 | 911 Carrera 4           | 184    | 2.071    | 1.990    | 1.592    | 1.592    | 1.607    | 1.601    | 1.622    | 1.666    | 1.703    | 1.776    |
| 0583/423 | 911 Carrera 4 Cabriolet | 184    | 1.290    | 1.275    | 1.053    | 1.058    | 1.082    | 1.089    | 1.107    | 1.134    | 1.126    | 1.144    |
| 0583/424 | 911 Carrera 2           | 184    | 3.033    | 2.957    | 2.342    | 2.341    | 2.326    | 2.342    | 2.427    | 2.504    | 2.562    | 2.622    |
| 0583/425 | 911 Carrera 2 Cabriolet | 184    | 4.315    | 4.264    | 3.475    | 3.519    | 3.564    | 3.588    | 3.649    | 3.753    | 3.833    | 3.937    |
| 0583/426 | 911 Turbo               | 235    | 379      | 369      | 268      | 262      | 267      | 256      | 263      | 261      | 260      | 264      |
| 0583/431 | 911 Carrera RS          | 191    | 509      | 470      | 293      | 290      | 299      | 302      | 313      | 308      | 328      | 314      |
| 0583/433 | 911 Turbo 3.6           | 265    | 164      | 162      | 119      | 117      | 123      | 110      | 113      | 127      | 124      | 122      |
| Quelle   | Quelle                  | Quelle | [ 21 ]   | [ 22 ]   | [ 23 ]   | [ 24 ]   | [ 25 ]   | [ 26 ]   | [ 27 ]   | [ 28 ]   | [ 29 ]   | [ 30 ]   |

## Bildergalerie

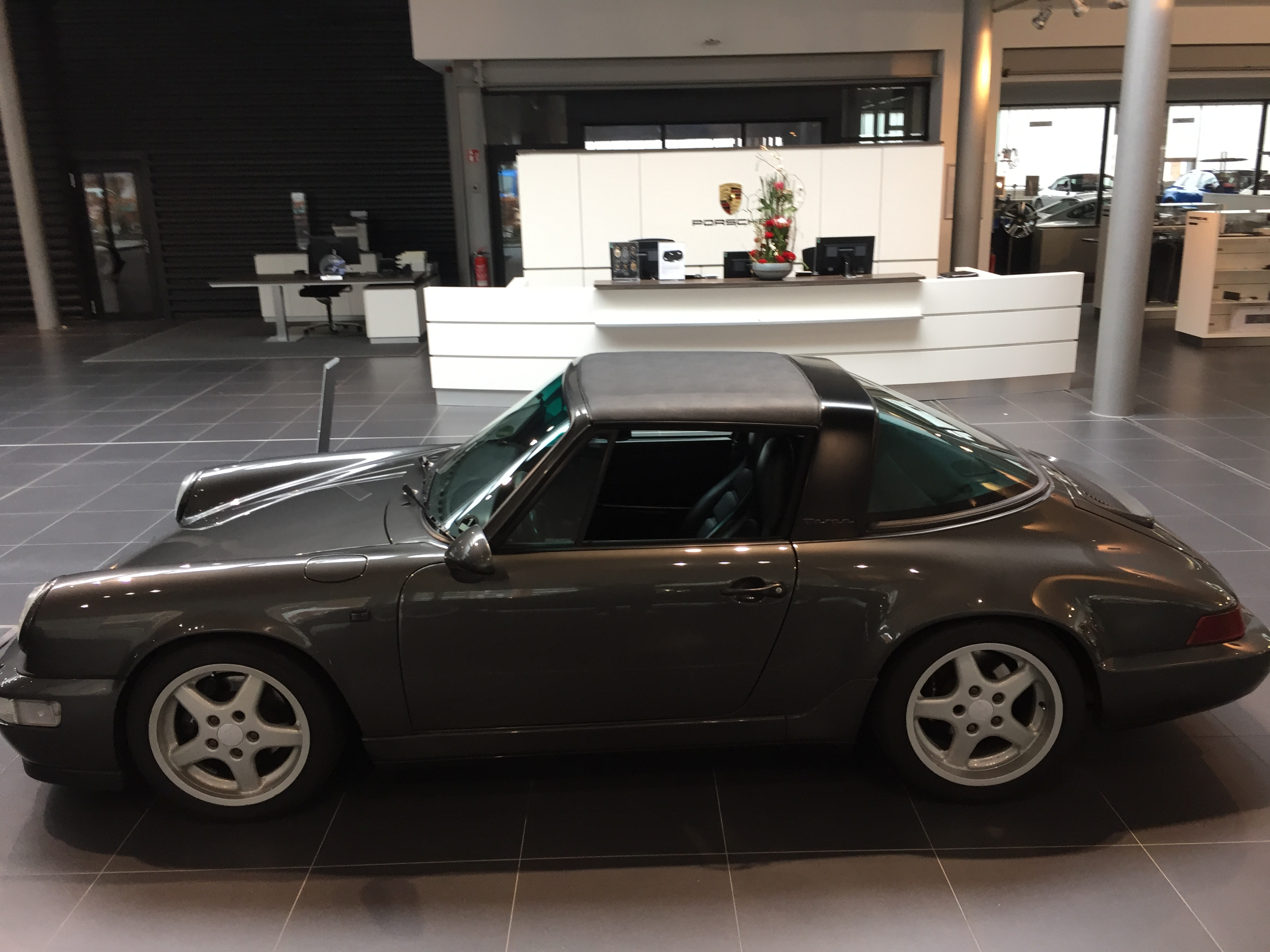
Porsche 964 Targa
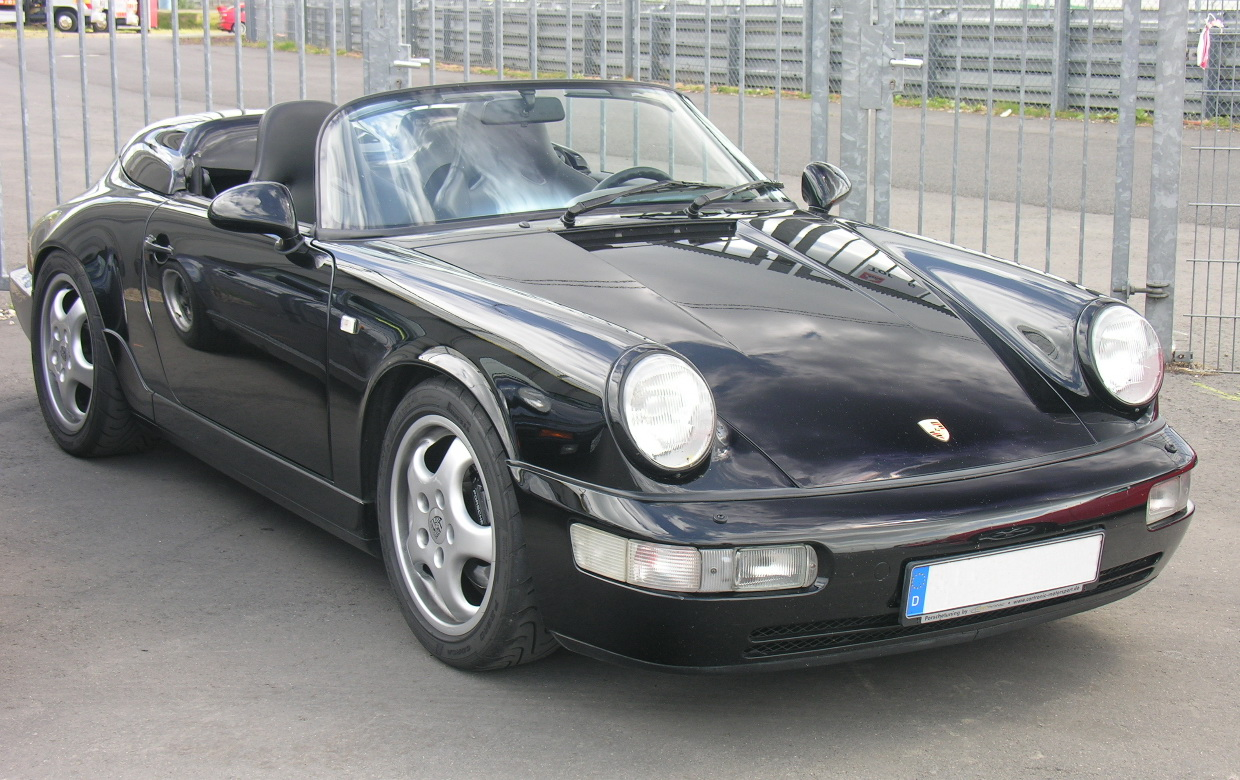
Porsche 964 Speedster
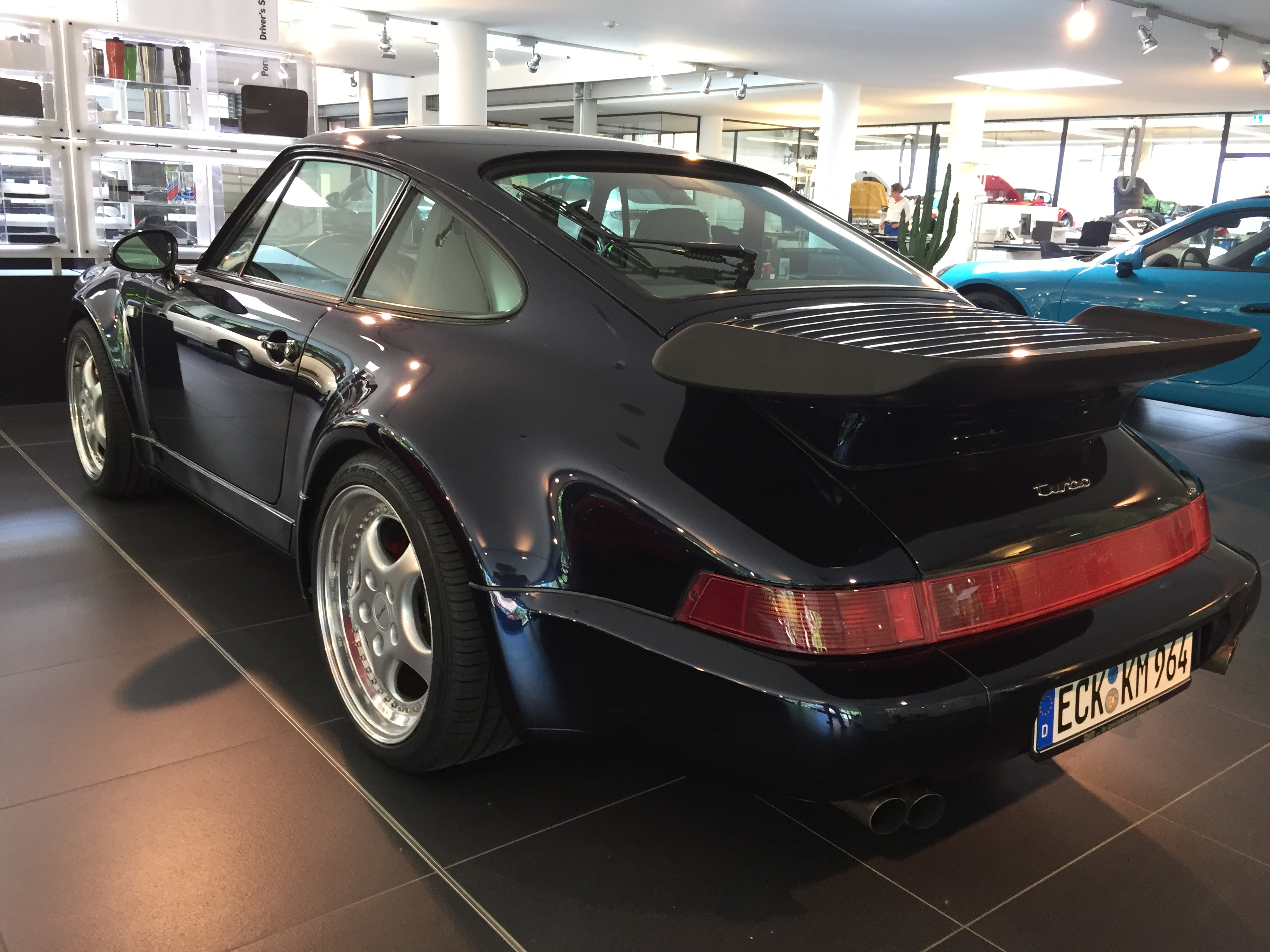
Porsche 964 Turbo Heckansicht
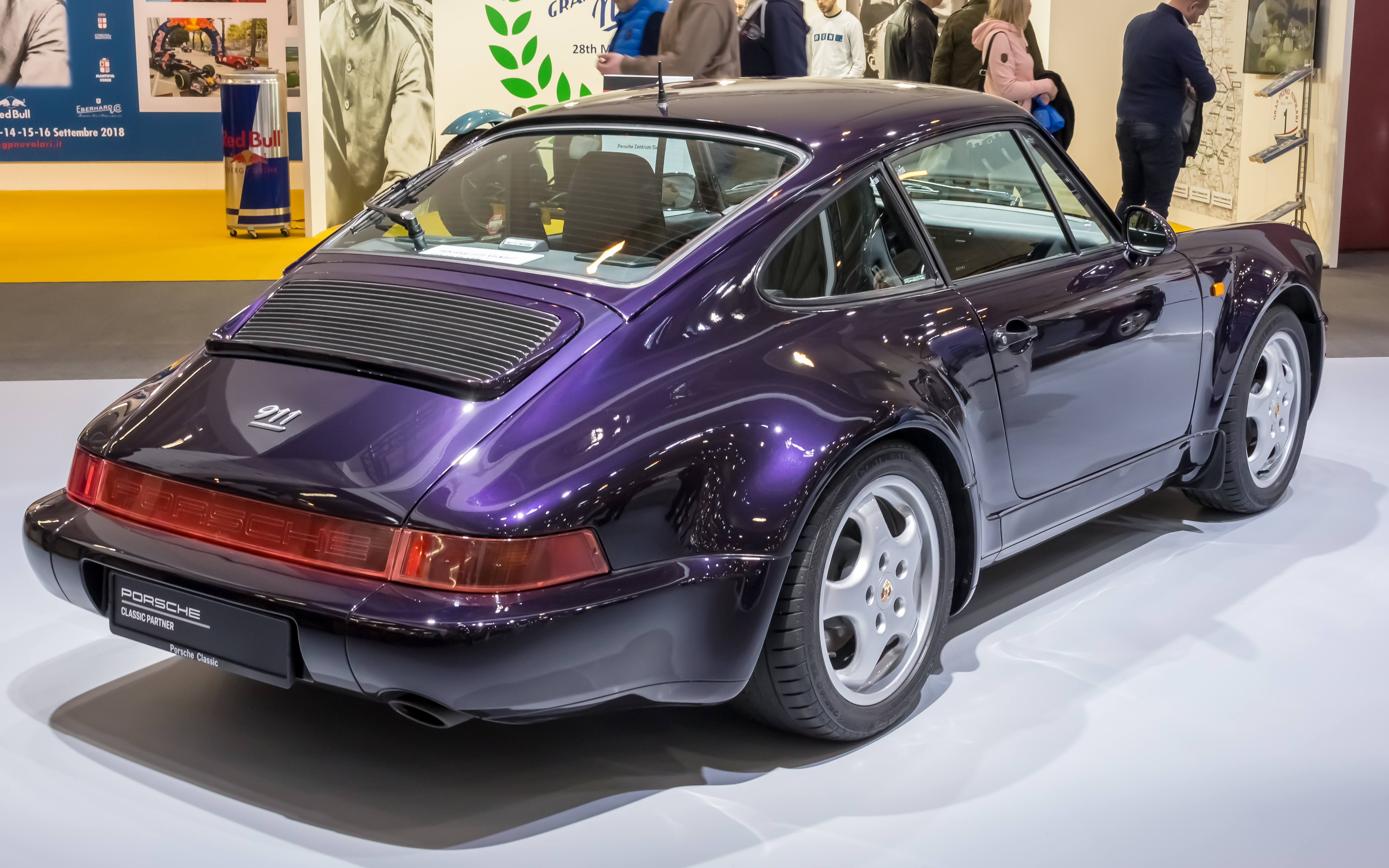
Heckansicht des Jubiläumsmodells

## Umbauten

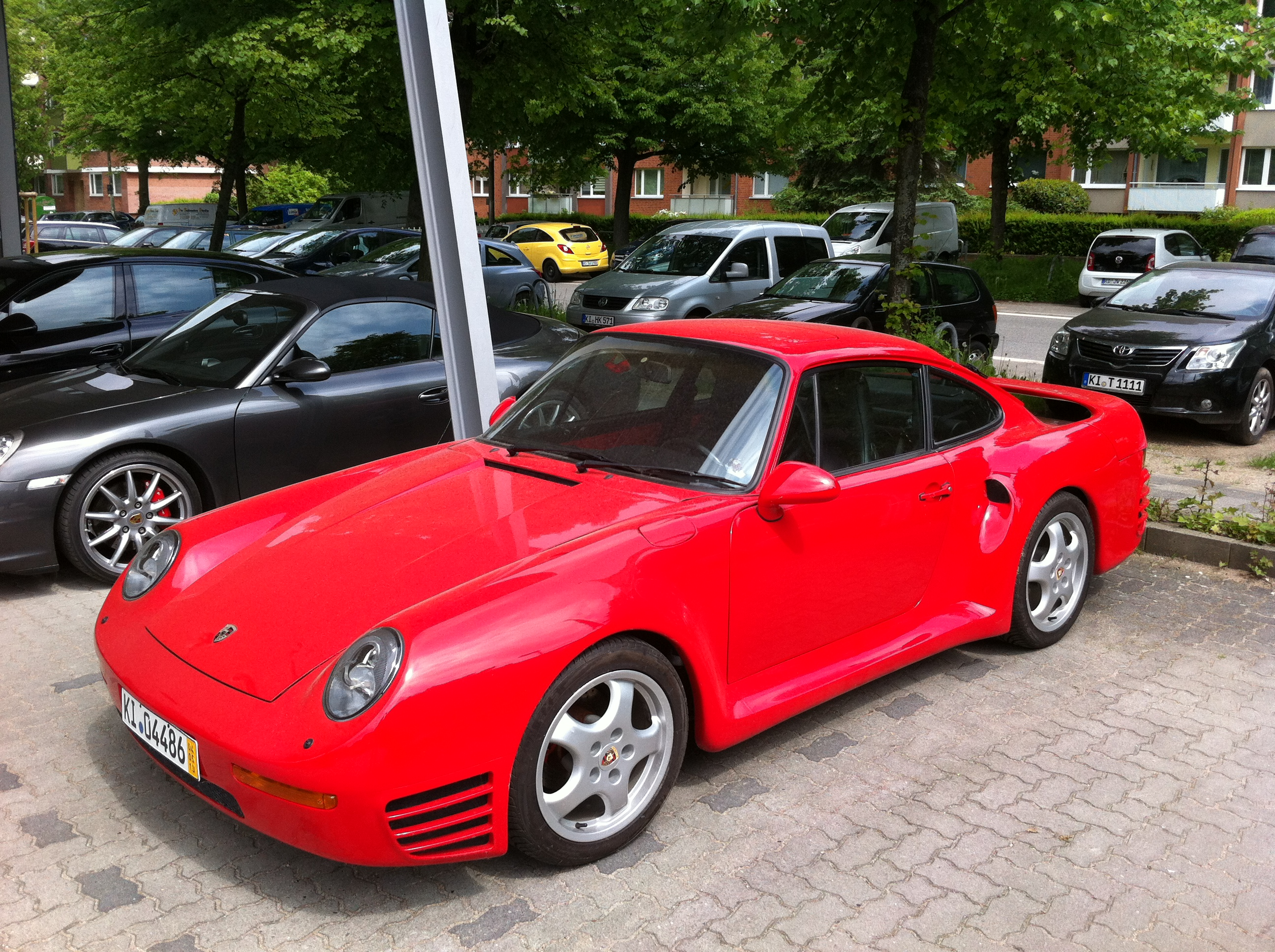
Porsche 964 mit Bodykit eines 959

Von einigen Tuning-Herstellern wurden 959er-Karosserieumbausätze für den Porsche 964 angeboten. So veränderte Fahrzeuge sehen einem originalen Porsche 959 von außen sehr ähnlich. Dennoch ist ein Umbau an einigen Merkmalen – vor allem an der Wagenfront zu erkennen.
Die Scheinwerfer des 959 sind flacher in den Kotflügeln eingepasst und haben andere Streuscheiben. Beim Umbau werden Scheinwerfer des Porsche 993 verwendet. Beim Original sind die Kotflügel und die Stoßstange getrennte Einheiten. Die vordere Lüftungsöffnung in der Stoßstange verläuft über die komplette Wagenbreite. Die Blinker sind beim Original um die Kante der Stoßstange herumgeführt. Beim Nachbau bestehen die vorderen Kotflügel und die Stoßstange aus einem Element. Die Lüftungsöffnung für den Ölkühler darin ist kleiner und die Blinker sind ebenfalls kleiner als beim 959.
Ein weiterer Unterschied ist der Ort für den Einfüllstutzen des Benzintanks. Beim Original ist in der vorderen Haube eine Öffnung dafür vorgesehen. Beim Nachbau ist der Tankeinfüllstutzen wie beim Standard-964er auf der Fahrerseite im vorderen Kotflügel.
Der 959 wurde mit anderen Außenspiegeln ausgeliefert, während beim Nachbau die gewöhnlichen Außenspiegel von 964 beibehalten wurden.
So umgebaute Fahrzeuge bieten mit dem 964-Serien-Boxermotor mit 184 kW (250 PS) gegenüber dem Original, dessen Boxermotor 331 kW (450 PS) leistet, keine vergleichbaren Fahrleistungen.